# Камбо ле Бен
Камбо ле Бен (фр. Cambo-les-Bains) насеље је и општина у југозападној Француској у региону Аквитанија, у департману Атлантски Пиринеји која припада префектури Бајон.
По подацима из 2011. године у општини је живело 6577 становника, а густина насељености је износила 292,44 становника/km². Општина се простире на површини од 22 km². Налази се на средњој надморској висини од 45 метара (максималној 400 m, а минималној 0 m).

## Демографија
| 1962. | 1968. | 1975. | 1982. | 1990. | 1999. | 2011. |
| ----- | ----- | ----- | ----- | ----- | ----- | ----- |
| 3.519 | 4.083 | 4.146 | 4.162 | 4.128 | 4.416 | 6.577 |

График промене броја становника у току последњих година